# Föreningen Kön Identitet Mångfald
Föreningen Kön Identitet Mångfald (KIM)  är en förening för transsexuella, transvestiter, intersexuella, transgenders, intergenders och andra transpersoner samt deras anhöriga och vänner. Föreningen har ett uttalat politiskt syfte och värnar om transdiagnosterade/identifierade och könsöverskridande personer och deras medicinska, sexualpolitiska, juridiska och samhällsmässiga rättigheter. Föreningens tyngdpunkt ligger på transsexuella och andra personer som kan önska sig vård relaterad till sin könsupplevelse.
KIM bildades april 2007, efter att ha vuxit fram som internetbaserat nätverk. Föreningen har deltagit i paneldebatter och arrangerat föreläsningar och workshops under Stockholm Pride 2007 och Regnbågsfestivalen i Malmö hösten samma år, medverkat i en debattartikel om könstillhörighetslagen och lämnat remiss på betänkandet om samma lag, "Ändrad könstillhörighet – förslag till ny lag" (SOU 2007:16) och genomfört ett projekt med syfte att undersöka behovet av och möjligheterna till penisproteser för kvinna-till-man-transsexuella.